# Nangpai Gosum
Nangpai Gosum je hora v Himlájích. Leží na hranici mezi Nepálem a Čínou. První výstup na vrchol byl uskutečněn japonskou expedicí 12. října 1986.

## Vrcholy
Nangpai Gosum má 3 vrcholy:
- Nangpai Gosum I – severní, nejvyšší – 7351 m
- Nangpai Gosum II – střední – 7296 m
- Nangpai Gosum III – jižní – 7240 m